# Fontanieras
Fontanieras (en francès Fontanières) és una comuna (municipi) de França, a la regió de la Nova Aquitània, departament de la Cruesa.
La seva població al cens de 1999 era de 259 habitants. Està integrada a la Communauté de communes Auzancea-Bellegarde-en-Marche.

## Demografia
| 1968 | 1975 | 1982 | 1990 | 1999 | 2017 |
| ---- | ---- | ---- | ---- | ---- | ---- |
| 361  | 336  | 277  | 279  | 259  | 249  |

## Administració
| Període | Identitat        | Partit |
| ------- | ---------------- | ------ |
| 2001-   | Maryse Breschard |        |